# Густина гідросуміші
Густина гідросуміші (англ. slurry density, нім. Trübedichte f) — маса одиниці об’єму гідросумішi. Стосовно до гідротранспорту сипких матеріалів (вугілля тощо) розрізняють витратну (на виході з труби) та дійсну (у певному перерізі труби) густину гідросуміші, що пояснюється підвищеною щодо води швидкістю переміщення дрібних частинок твердого матеріалу у верхній частині трубопроводу та зниженою швидкістю крупних зерен у нижніх шарах потоку (біля дна труби).